# پیوتر دمیچف
پیوتر دمیچف (روسی: Пётр Ни́лович Де́мичев؛ ۳ ژانویهٔ ۱۹۱۸ – ۱۰ اوت ۲۰۱۰) سیاست‌مدار اهل اتحاد جماهیر شوروی سوسیالیستی بود.
وی همچنین برندهٔ جوایزی همچون نشان انقلاب اکتبر، نشان پرچم سرخ کار، و نشان لنین شده‌است.
```
پیوتر دمیچف در ۱۰ اوت ۲۰۱۰، در سن ۹۲ سالگی درگذشت.
```